# I Want You (Bob Dylan)
"I Want You" is een nummer van de Amerikaanse singer-songwriter Bob Dylan. Het nummer werd uitgebracht op zijn album Blonde on Blonde uit 1966. Op 10 juni van dat jaar werd het nummer uitgebracht als de derde single van het album.

## Achtergrond
"I Want You", geschreven door Dylan zelf, is vroeg op de ochtend van 10 maart 1966 opgenomen. Het was het laatste nummer van het dubbelalbum Blonde on Blonde dat werd voltooid. Er zijn drie complete takes van het nummer opgenomen, waarbij de laatste take met een extra gitaaroverdub uiteindelijk op het album verscheen. De gehele opnamesessie werd in 2015 uitgebracht op de speciale editie van het compilatiealbum The Bootleg Series Vol. 12: The Cutting Edge 1965–1966.
"I Want You" heeft een sentimenteel aspect, wat Dylan toelichtte in een interview in 1966: "Het zijn niet alleen mooie woorden op een melodie of een melodie bij woorden... [Het zijn] de woorden en de muziek [samen] - ik kan het geluid horen van wat ik wil zeggen." De B-kant van de single bevatte een liveversie van "Just Like Tom Thumb's Blues", wat voor Dylan de eerste uitgebrachte opname was met The Hawks, die later The Band zouden gaan heten.
"I Want You" werd in een aantal landen een hit. In de Verenigde Staten bereikte het de twintigste plaats in de Billboard Hot 100, terwijl in het Verenigd Koninkrijk de zestiende plaats werd behaald. In Nederland kwam het tot plaats 24 in de Top 40 en plaats 19 in de Parool Top 20. In Vlaanderen behaalde het geen hitlijsten, maar in Wallonië kwam de single op de twaalfde plaats in de Ultratop 40 terecht.
Covers van "I Want You" zijn gemaakt door onder anderen James Blunt, Gary Burton, Francis Cabrel, Ali Campbell, Cher, Steve Gibbons, Sophie B. Hawkins, The Hollies, Marie Laforêt, Arjen Anthony Lucassen, Ralph McTell, Wolfgang Niedecken, Old Crow Medicine Show, Bart Peeters (in een Nederlandstalige versie onder de titel "Ik wil je (nooit meer kwijt)"), Mike Rutherford, Bruce Springsteen, The Tallest Man on Earth en Herman van Veen (in een Nederlandstalige versie onder de titel "Ik wil jou", geschreven door Rob Chrispijn).

## Hitnoteringen

### Nederlandse Top 40
| Hitnotering: 30-07-1966 t/m 10-09-1966 | Hitnotering: 30-07-1966 t/m 10-09-1966 | Hitnotering: 30-07-1966 t/m 10-09-1966 | Hitnotering: 30-07-1966 t/m 10-09-1966 | Hitnotering: 30-07-1966 t/m 10-09-1966 | Hitnotering: 30-07-1966 t/m 10-09-1966 | Hitnotering: 30-07-1966 t/m 10-09-1966 | Hitnotering: 30-07-1966 t/m 10-09-1966 | Hitnotering: 30-07-1966 t/m 10-09-1966 |
| Week                                   | 1                                      | 2                                      | 3                                      | 4                                      | 5                                      | 6                                      | 7                                      |                                        |
| -------------------------------------- | -------------------------------------- | -------------------------------------- | -------------------------------------- | -------------------------------------- | -------------------------------------- | -------------------------------------- | -------------------------------------- | -------------------------------------- |
| Positie                                | 26                                     | 24                                     | 30                                     | 28                                     | 28                                     | 30                                     | 34                                     | uit                                    |

### Parool Top 20
| Hitnotering: 06-08-1966 t/m 27-08-1966 | Hitnotering: 06-08-1966 t/m 27-08-1966 | Hitnotering: 06-08-1966 t/m 27-08-1966 | Hitnotering: 06-08-1966 t/m 27-08-1966 | Hitnotering: 06-08-1966 t/m 27-08-1966 | Hitnotering: 06-08-1966 t/m 27-08-1966 |
| Week                                   | 1                                      | 2                                      | 3                                      | 4                                      |                                        |
| -------------------------------------- | -------------------------------------- | -------------------------------------- | -------------------------------------- | -------------------------------------- | -------------------------------------- |
| Positie                                | 20                                     | 19                                     | 19                                     | 20                                     | uit                                    |

### NPO Radio 2 Top 2000
| Nummer met noteringen in de NPO Radio 2 Top 2000 | '99  | '00 | '01  | '02 | '03 | '04 | '05 | '06 | '07 | '08 | '09 | '10 | '11 | '12 | '13 | '14 | '15 | '16  | '17  | '18  | '19  | '20  | '21  |
| ------------------------------------------------ | ---- | --- | ---- | --- | --- | --- | --- | --- | --- | --- | --- | --- | --- | --- | --- | --- | --- | ---- | ---- | ---- | ---- | ---- | ---- |
| I Want You                                       | 1021 | -   | 1167 | 985 | 741 | 387 | 514 | 609 | 476 | 546 | 527 | 592 | 751 | 555 | 671 | 963 | 867 | 1025 | 1290 | 1335 | 1646 | 1815 | 1849 |

1. ↑  Een '-' betekent dat het nummer niet was genoteerd en een vetgedrukt getal geeft de hoogste notering aan.
2. ↑  Deze tabel is bijgewerkt tot en met de laatste editie (2024).